# Octolabea turchini
Octolabea turchini är en plattmaskart. Octolabea turchini ingår i släktet Octolabea och familjen Octolabeidae. Inga underarter finns listade i Catalogue of Life.